# Мария Фелицита Савойская
Мари́я Фелицита́ Викто́рия Саво́йская (итал. Maria Felicita Vittoria di Savoia; 19 марта 1730, Турин, Сардинское королевство — 13 мая 1801, Рим, Папская область) — принцесса Савойского дома, дочь сардинского короля Карла Эммануила III; отказалась от замужества и вела благочестивую жизнь в миру.

## Биография
Мария Фелицита Виктория Савойская родилась в королевском дворце в Турине 19 мая 1730 года. Она была дочерью Карла Эммануила III, короля Сардинии, от его второй жены Поликсены Кристины Гессен-Ротенбургской. С рождения и до смерти носила титул Её Королевского Высочества, принцессы Савойской, принцессы Сардинской и Пьемонтской.
Её мать умерла в 1735 году, когда принцессе было всего четыре года. В 1737 году отец женился на Елизавете Терезе Лотарингской, младшей сестре Франциска I, императора Священной Римской империи. Принцесса росла при дворе Сардинского короля с сёстрами и братьями от трёх браков отца и кузенами из Кариньянской ветви рода — принцем Виктором Амадеем и принцессой Марией Терезой Луизой.
Мария Фелицита Савойская была очень религиозной женщиной. Она отказалась от замужества и посвятила себя делам милосердия. По совету духовника, Джованни Баттисты Канавери, 27 октября 1786 года принцесса основала в Турине «Обитель для вдов и благородных дев» — школу-пансионат для вдов и незамужних благородных девиц Сардинского королевства.
Когда 6 декабря 1798 года республиканская Франция объявила войну Сардинскому королевству, её брат, король Карл Эммануил IV, был вынужден отречься от престола, отказаться от всех территорий Савойской династии на материке и отправиться в изгнание. Вместе со двором из Турина в изгнание отправились все члены королевской фамилии. Принцесса поселилась в Риме, в Папской области. Она жила во дворце семьи Колонна. Мария Фелицита Савойская умерла в изгнании в Риме 13 мая 1801 года и была похоронена в базилике Святых Апостолов. В 1858 году её останки были перезахоронены в базилике Суперга в Турине, в усыпальнице Савойской династии.